# Verrandi
Verrandi is een plaats (frazione) in de Italiaanse gemeente Ventimiglia.